# ソライロタケ
ソライロタケ（空色茸、学名: Entoloma virescens）は、イッポンシメジ科イッポンシメジ属の小型のキノコである。食毒不明。

## 分布・生態
日本の本州、四国および、東南アジア、南アメリカ、オーストラリアなどにも分布する。
腐朽菌。夏から秋にかけて、針葉樹や広葉樹の林内、あるいは混生林内の地上に単生または少数で群生する。やや珍しいキノコといわれるが、場所によっては数年にわたって出現することもある。

## 形態
子実体は傘と柄からなり、全体が鮮やかな空色で、繊維状の細かい鱗片が目立つ。傘の径は2 - 3.5センチメートル (cm) で、初めは円錐形で、のちに開いてまんじゅう形から中高の扁平になる。イボカサタケの仲間（アカイボカサタケ、キイボカサタケ、シロイボカサタケの類）であるが、本種では傘中央のイボが見られないことのほうが普通で、しばしば傘中心に乳頭状の小突起を備えることもあるとする図鑑もある。傘の表面は美しい空色で繊維状の鱗片で覆われるが、乾くとやや白みを帯びる。傘裏のヒダは、柄に対して上生するか、ほぼ離生し、疎らに配列する。ヒダの色は初め空色で、胞子が成熟すると肉色となる。傘肉は淡青色で、子実体が傷つくと、黄色の染みが生じて変色しやすい。
柄は長さ4 - 7 cm、太さ3 - 5ミリメートル (mm) で、表面には多少ねじれた繊維模様がある。担子胞子は径9.5 - 12マイクロメートル (μm) の四角形、無色、非アミロイド性。胞子紋は淡紅色。縁シスチジアは円柱形から棍棒状である。

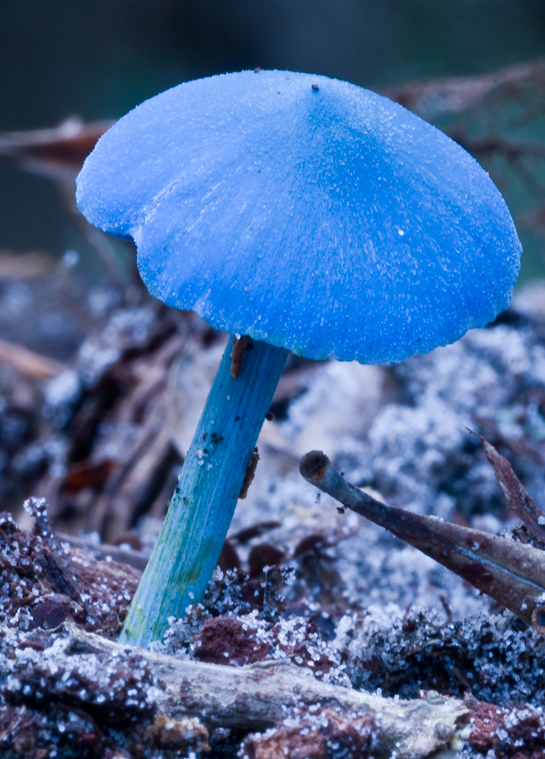
傘表は美しい空色で繊維状の鱗片に覆われる
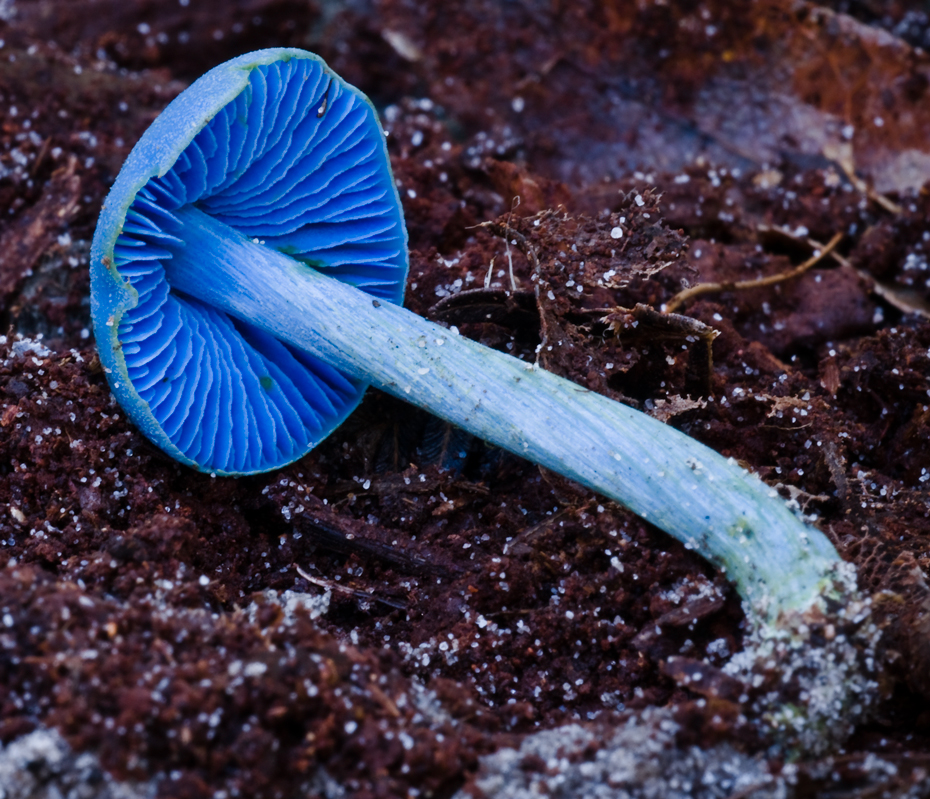
柄も空色で縦にやや捻じれた繊維模様がある
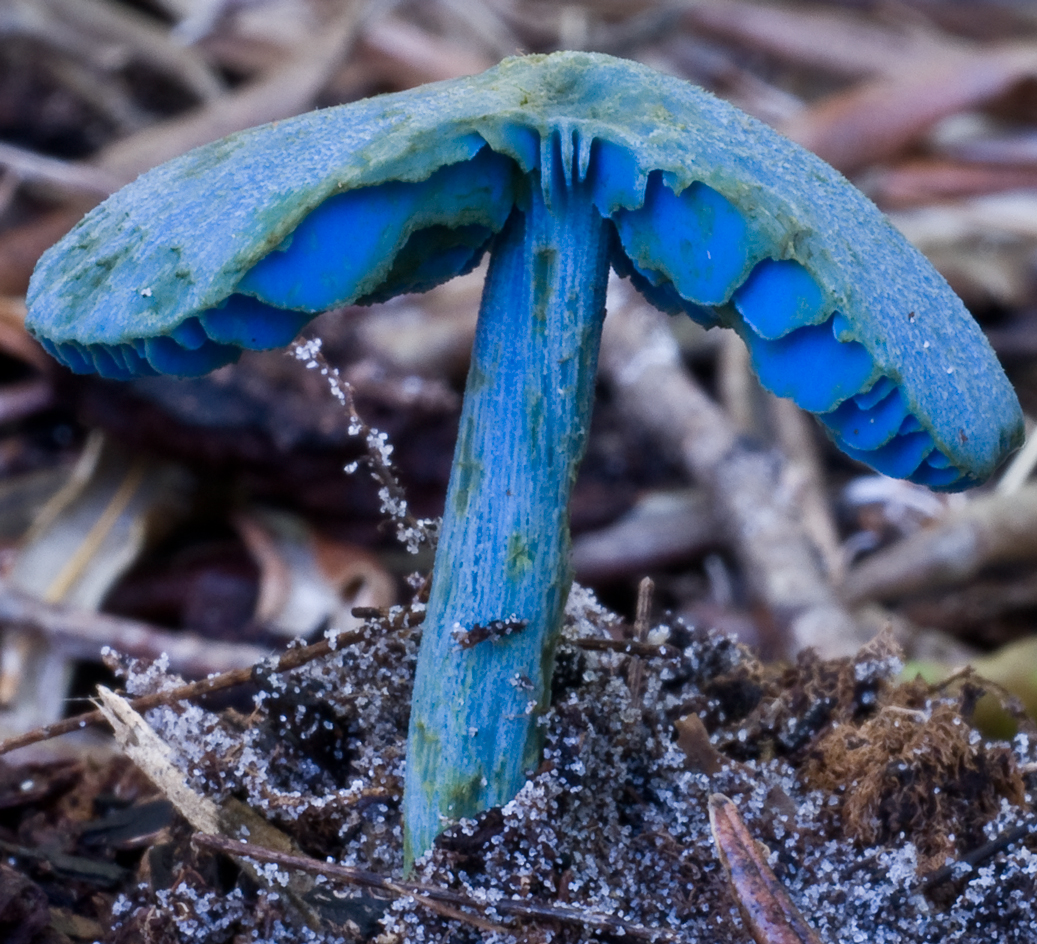
ヒダは上生か離生